# Cicogna (Cossogno)
Cicogna (Scigogna in dialetto lombardo occidentale) è una frazione del comune italiano di Cossogno nella provincia del Verbano-Cusio-Ossola. Si trova all'interno del parco nazionale della Val Grande.

## Geografia fisica

### Territorio
Cicogna si trova nella Val Pogallo, una valle laterale della Val Grande sul pendio della Cima Sasso. Il paese è il nucleo abitato più interno del Parco raggiungibile in automobile, e dunque è il punto di partenza preferito dagli escursionisti.
I boschi che circondano Cicogna sono ricchissimi di castagni. Le castagne, elemento povero per eccellenza, erano alla base dell'alimentazione di queste popolazioni montane che non si potevano permettere farina di grano. Dopo la raccolta, per poterle conservarle a lungo, venivano poste in stanze apposite su un graticcio (gràa), sotto al quale veniva acceso un fuoco. Le castagne venivano affumicate e disidratate per quasi tre settimane, dopodiché venivano battute per togliere la buccia e poi macinate al mulino di Cossogno per farne una farina.

## Monumenti e luoghi di interesse

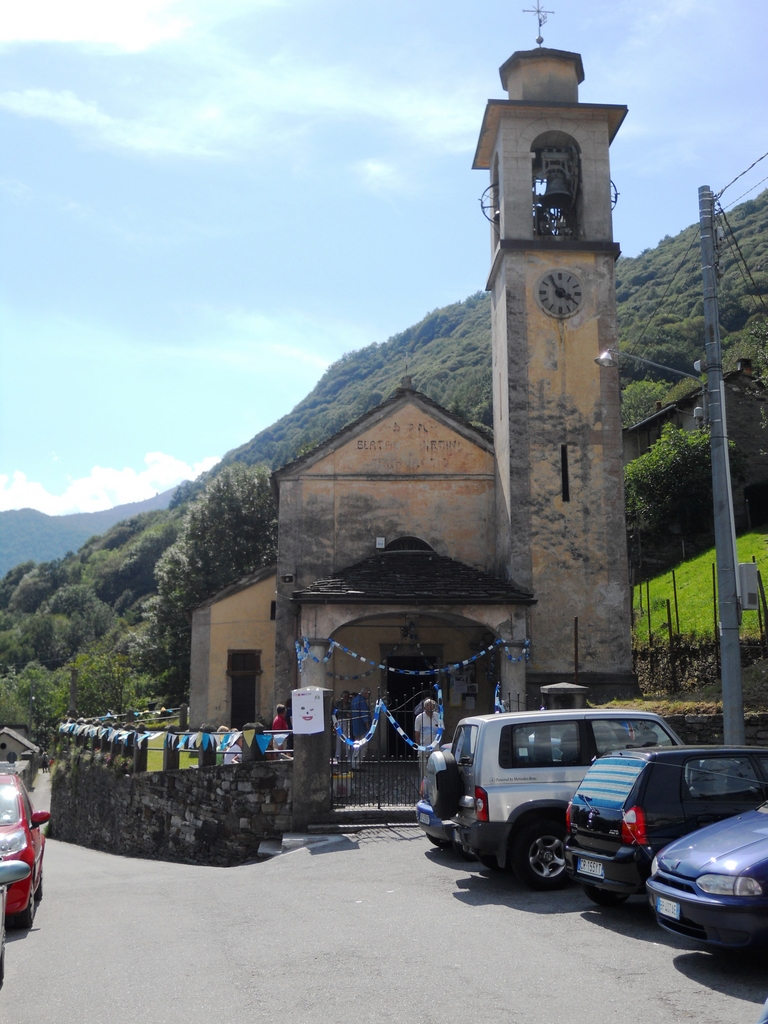
La chiesa parrocchiale

### Chiesa Madonna di Caravaggio
Cicogna intorno al '600, sopraggiunta la necessità di edificare una chiesa a causa dell'incremento della popolazione, istituì, secondo la leggenda, una sfida. Il villaggio infatti era stato costruito dagli abitanti emigrati da un vicino alpeggio, Montuzza, ma durante la scelta del nome ci fu un disaccordo: quelli rimasti a Montuzza volevano chiamare il nuovo villaggio proprio come il loro, chi si era spostato voleva invece un nome nuovo. La sfida dunque consisteva nel costruire più velocemente possibile una chiesa nei rispettivi paesi. Chi avesse terminato per primo la chiesa avrebbe deciso il nome del nuovo insediamento. La chiesa di Montuzza crollò all'inaugurazione e quindi gli abitanti della nuova frazione, finita la chiesa dedicata alla Madonna di Caravaggio, scelsero il nome Cicogna, avendo visto l'uccello in cielo alla fine dei lavori. La chiesa fu conclusa all'inizio del settecento e diventò parrocchia nel 1768. Continuò a essere parrocchia autonoma fino al 1971 quando alla morte dell'ultimo parroco, Antonio Fiora, passò alla parrocchia di Rovegro.
In questa chiesa, il 15 agosto 1945, si sposò l'infermiera partigiana Maria Peron con Laurenti Giapparize. La donna salvò numerose vite durante il rastrellamento del giugno del 1944 e fra esse vi erano numerosi abitanti di Cicogna. 

### Alpe Prà

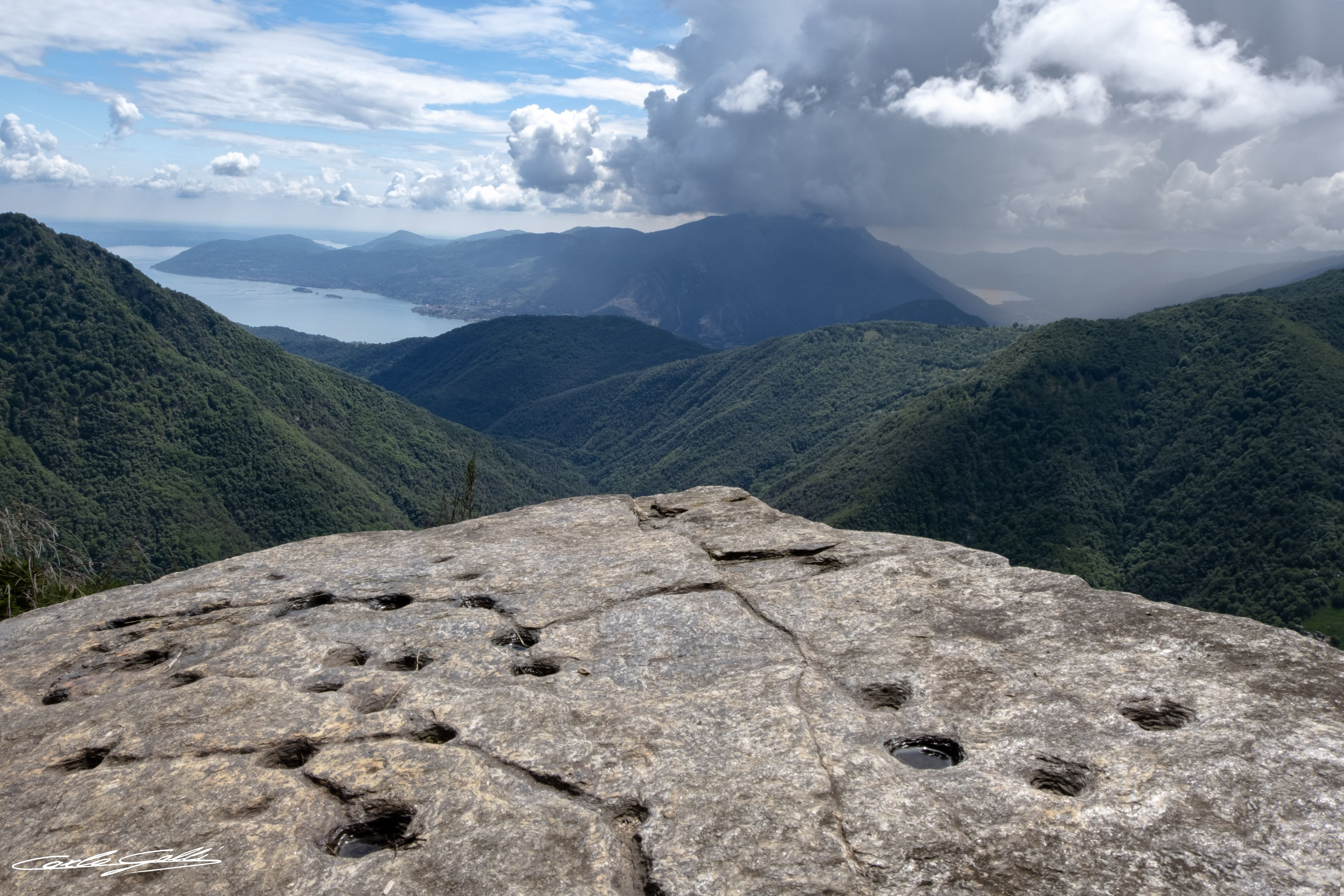
Masso coppellato all'alpe Prà

Poco sopra Cicogna, presso l'alpe Prà (dove si trova il Rifugio CAI Casa dell’Alpino), è presente un grande masso coppellato sulla cui superficie sono state incise una trentina di coppelle, alcune delle quali unite da canaletti. La posizione del masso rivolta verso il sorgere del sole può confermare una sua destinazione a culti pagani rivolti alla divinità del Sole e lo sviluppo della natura.

### Centro visite

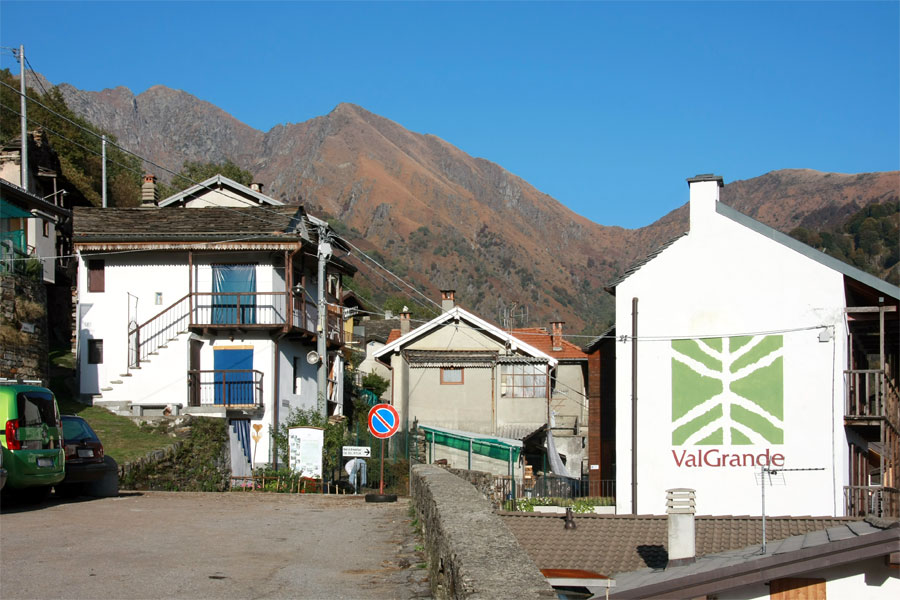
Il centro visite del Parco

Il Centro Informazioni occupa la sala polifunzionale sottostante il parcheggio del paese, spazio recuperato con finanziamenti dell'Ente Parco. Il Centro è allestito con mostre temporanee. È presente un ostello per gli escursionisti.

## Geografia antropica

### Pogallo

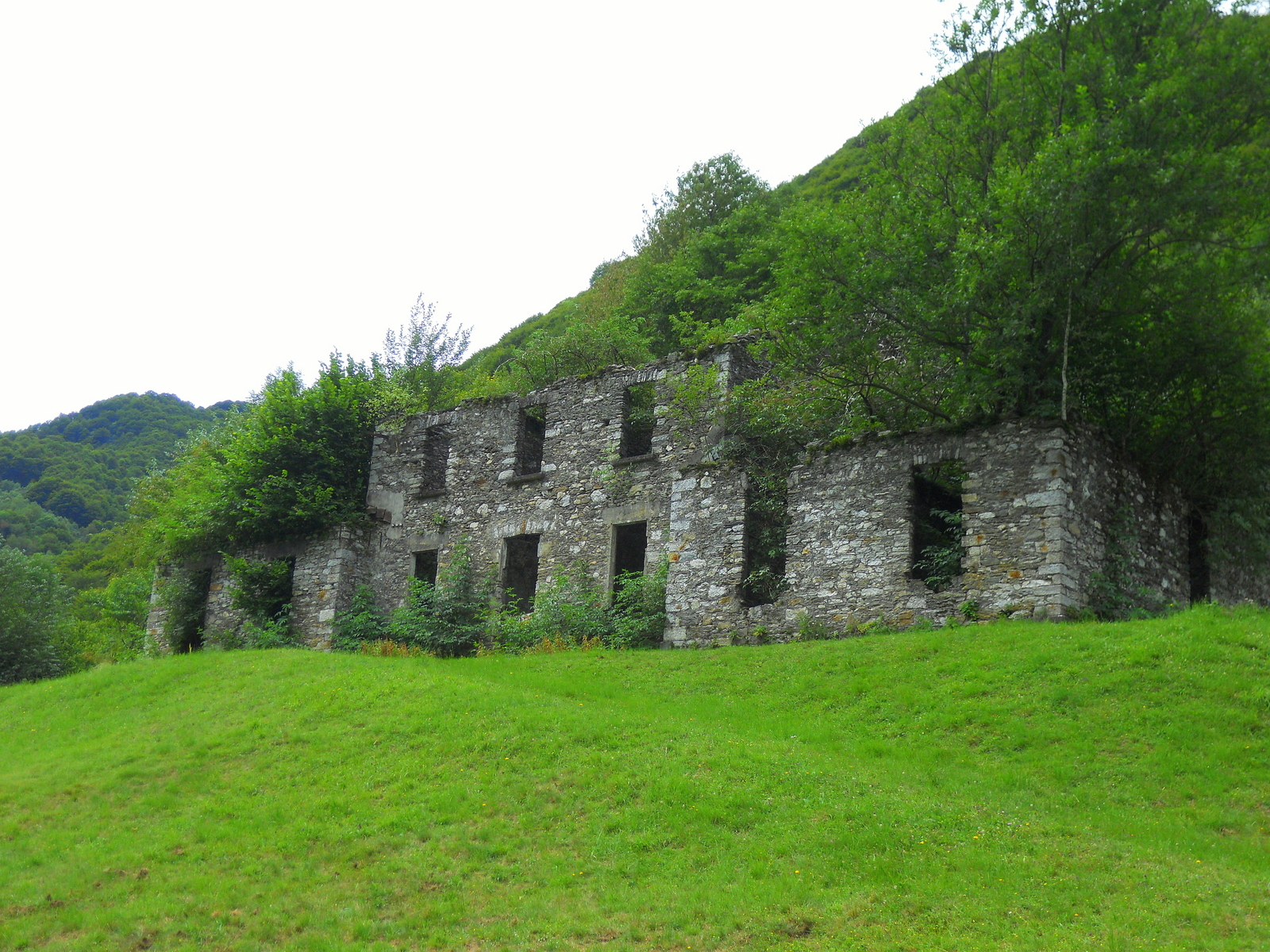
La villa, oramai in rovina, dell'Ing. Sutermeister a Pogallo

Pogallo era da sempre un alpeggio secondario legato al paese di Cicogna. Solo all'inizio del novecento conobbe un grandissimo sviluppo dovuto alla produzione di legname proveniente dai disboscamenti avvenuti in Val Grande e Val Pogallo. I boschi di queste valli, visto l'assoluto isolamento, non erano stati ancora mai sfruttati ed erano molto estesi. Grazie agli investimenti dell'ingegnere Carlo Sutermeister, Pogallo si trasformò ben presto in un centro vitale e attivissimo in cui trovò impiego moltissimo personale locale e immigrato: venne costruito un villaggio fornito di spaccio, un'osteria, una officina del fabbro, una stalla, un forno comune, una scuola, una caserma dei Carabinieri e un'infermeria. Il legname, raccolto anche molto distante, giungeva a Pogallo per mezzo di carrelli e teleferiche (di cui sono ancora visibili oggi alcune tracce). Il collegamento tra Pogallo e Cicogna, prima molto difficoltoso, fu reso adatto ai carrelli per il legname grazie ad una nuova mulattiera, chiamata "Sutermeister" in onore dell'ingegnere, che grazie ad arditi passaggi scavati nella roccia dimezza il tempo di percorrenza. Per raggiungere il Lago Maggiore e la piana del Toce il legname veniva trasportato con la tecnica della fluitazione sul torrente san Bernardino. La produzione di legname cessò nel dopoguerra e gli impianti furono abbandonati.
Anche Pogallo è legato alla storia dei rastrellamenti tedeschi in Val Grande nel giugno del 1944. Qui venne eseguita una fucilazione di 18 partigiani. Oggi sul luogo dell’eccidio è presente una lapide.

## Infrastrutture e trasporti
Il paese si può raggiungere da San Bernardino Verbano percorrendo una strada stretta e tortuosa inadatta a camper e auto di grandi dimensioni. A causa della scomoda posizione è sempre stato molto isolato e si sta avviando allo spopolamento.